# Wulfertia ornata
Wulfertia ornata is een raderdiertjessoort uit de familie Proalidae. De wetenschappelijke naam van deze soort is voor het eerst geldig gepubliceerd in 1943 door Donner.